# اتو هیتمیر
اتو هیتمیر (انگلیسی: Otto Hittmair; ۱۶ مارس ۱۹۲۴ – ۵ سپتامبر ۲۰۰۳) دانشمند در زمینه فیزیک اهل اتریش بود.

## افتخارات
وی همچنین برندهٔ جوایزی همچون جایزه اروین شرودینگر و برنامه فولبرایت شده‌است.